# Ван Сицзи
Ван Сицзи́ (кит. упр. 王希季, пиньинь Wáng Xījì; род. 26 июля 1921 года) — китайский учёный из народности бай, специалист по возвращаемой космической технике. Участник китайской программы «Две бомбы и спутник» и обладатель соответствующей награды. Действительный член Академии наук КНР по отделению техники и технологий (с 1993).

## Биография и карьера
Получил высшее образование на инженерном факультете Национального юго-западного объединенного университета, закончив его в 1942 году. В 1948-1950 годах учился в Политехническом университете Виргинии (США), закончив его со степенью магистра аэронавтики.
После возвращения в КНР преподавал в Даляньском технологическом университете и Шанхайском университете транспорта. Занимал посты главного инженера Шанхайского института механического и электрического проектирования, директора Пекинского института космических электромеханических исследований, вице-президента Китайского научно-исследовательского института космических технологий, директором Научно-технического комитета, главного инженера департамента аэрокосмической промышленности, главного конструктора национального проекта возвращаемого спутника.